# 华东师范大学-海法大学转化科学与技术联合研究院
华东师范大学-海法大学转化科学与技术联合研究院，是华东师范大学与海法大学联合创办的研究院。2016年3月24日，华东师范大学、海法大学、上海市闵行区人民政府及上海紫竹高新区（集团）有限公司签署四方合作备忘录，同时研究院落户紫竹国际教育园区。